# Station Esens (Ostfriesl)
Station Esens (Oost-Friesland) (Bahnhof Esens (Ostfriesl)) is een spoorwegstation in de Duitse plaats Esens, in de deelstaat Nedersaksen. Het station ligt aan de spoorlijn Emden - Jever. Het station telt één perronspoor. Op het station stoppen alleen treinen van de NordWestBahn.

## Treinverbindingen
De volgende treinserie doet station Esens aan:
| Serie | Treinsoort                  | Route                                                 | Bijzonderheden |
| ----- | --------------------------- | ----------------------------------------------------- | -------------- |
| RB 59 | Regionalbahn (NordWestBahn) | Wilhelmshaven Hbf – Sande – Jever – Esens (Ostfriesl) |                |